# Mila Rodino
Cara Patria (in bulgaro: Мила Родино, Mila Rodino) è l'inno nazionale bulgaro, scritto e musicato da Cvetan Radoslavov Hadži-Denkov (1863–1931) nel 1885 come un canto patriottico in occasione della guerra serbo-bulgara. È l'inno nazionale dal 1964. Si tratta di un brano molto melodico e suggestivo, alquanto malinconico a causa della tonalità minore.

## Storia
In precedenza la Bulgaria ebbe tre diversi inni nazionali: quello del periodo monarchico, la canzone popolare Šumi Marica (Scorri Mariza) dal 1908 al 1945, oggi proclamato Inno nazionale folkloristico della Bulgaria e poi due inni della nuova repubblica comunista, entrambi composti da Georgi Dimitrov (1910–1966), omonimo del Georgi Dimitrov a quei tempi leader del partito comunista bulgaro, il primo dal 1945 al 1950 e il secondo, adottato a seguito della morte dell'uomo politico omonimo, dal 1950 al 1964, quest'ultimo modellato come una brutta copia dell'inno sovietico. Questo inno piaceva assai poco, anche perché mostrava troppo asservimento all'Unione Sovietica. Perciò nel 1964 si convenne che la storia nazionale non doveva comunque essere dimenticata, e si adottò il bel canto di Radoslavov che si collegava al periodo della lotta per l'indipendenza. Alle sue due strofe originali ne venne però aggiunta una terza, con l'elogio del comunismo. Questa terza strofa è stata soppressa nel 1990.

## Testo

### Ufficiale attuale

#### Testo bulgaro
| Cirillico bulgaro | Latino bulgaro | Trascrizione AFI |
| --- | --- | --- |
| Горда Стара планина, До ней Дунава синей. Слънце Тракия огрява, Над Пирина пламеней. Припев: 𝄆 (Родино!) Мила Родино, Ти си земен рай. Твойта хубост, твойта прелест, Ах, те нямат край. 𝄇 Паднаха борци безчет, За народа наш любим. Майко, дай ни мъжка сила, Пътя им да продължим. Припев Дружно, братя българи, С нас Москва е в мир и в бой. Партия велика води, Нашия победен строй. Припев | Gorda Stara planina, Do nej Dunava sinej. Slǎnce Trakija ogrjava, Nad Pirina plamenej. Pripev: 𝄆 (Rodino!) Mila Rodino, Ti si zemen raj. Tvojta hubost, tvojta prelest, Ah, te njamat kraj. 𝄇 Padnaha borci bezčet, Za naroda naš ljubim. Majko, daj ni mǎžka sila, Pǎtja im da prodǎlžim. Pripev Družno, bratja bǎlgari, S nas Moskva e v mir i v boj. Partija velika vodi, Našija pobeden stroj. Pripev | [ˈɡɔr.d̪ɐ ˈs̪t̪a.rɐ pɫɐ.n̪i.ˈn̪a ǀ] [d̪o̝ n̪ɛj ˈd̪u.n̪ɐ.vɐ ˈs̪i.n̪ɛj ǀ] [ˈs̪ɫɤ̞n̪.t͡sɛ ˈt̪ra.k̟i.jɐ o̝ɡ.ˈrʲa̟.vɐ ǀ] [n̪at̪ pi.ˈri.n̪ɐ pɫɐ.ˈmɛ.n̪ɛj ǁ] [ˈpri.pɛf] 𝄆 [(ˈrɔ.d̪i.n̪o̝ ǀ) ˈmi.ɫɐ ˈrɔ.d̪i.n̪o̝ ǀ] [t̪i s̪i ˈz̪ɛ.mɛn̪ raj ǀ] [ˈt̪fɔj.t̪ɐ xu.ˈbɔs̪t̪ ǀ ˈt̪fɔj.t̪ɐ ˈprɛ.lʲɛs̪t̪ ǀ] [ax ǀ t̪ɛ ˈn̪ʲa̟.mɐt̪ kraj ǁ] 𝄇 [ˈpad̪.n̪ɐ.xɐ bo̝r.ˈt͡si bɛs̪.ˈt͡ʃɛt̪ ǀ] [z̪ɐ n̪ɐ.ˈrɔ.d̪ɐ n̪aʃ lʲu̟.ˈbim ǀ] [ˈmaj.ko̝ ǀ d̪aj n̪i ˈmɤ̞ʃ.kɐ ˈs̪i.ɫɐ ǀ] [ˈpɤ̞.t̪ʲɐ im d̪ɐ pro̝.d̪əɫ.ˈʒim ǁ] [ˈpri.pɛf] [ˈd̪ruʒ.n̪o̝ ǀ ˈbra.t̪ʲɐ ˈbɤ̞ɫ.gə.ri ǁ] [s̪‿n̪as̪ mo̝.ˈs̪kfa ɛ‿v mir i‿v bɔj ǁ] [ˈpar.t̪i.jɐ vɛ.ˈli.kɐ ˈvɔ.d̪i] [ˈn̪a.ʃi.jɐ po̝.bɛ.ˈd̪ɛn̪ s̪t̪rɔj ǁ] [ˈpri.pɛf] |

#### Traduzione italiana
Fiera Stara planina,

vicino cui scorre azzurro il Danubio,

il sole illumina la Tracia,

e arde sopra il Pirin.
Coro (x2):

Patria, cara terra natìa,

tu sei il paradiso in terra,

la tua bellezza e il tuo fascino,

ah, non hanno fine.
Innumerevoli combattenti sono caduti

per la nostra amata nazione,

madre, dacci una forza virile

per continuare il loro cammino.
Coro (x2)

### Ultimo verso
L'ultimo verso viene omesso nelle occasioni ufficiali. Durante il regime comunista, venne aggiunto un verso che faceva un riferimento diretto a Mosca (su istruzione di Todor Živkov), al partito comunista bulgaro e al vittorioso regime. Dopo i cambiamenti liberali del 1989, questo verso venne rimosso:
| Дружно братя българи, с нас Москва е в мир и бой, партия велика води, нашият победен строй. | Družno bratja bălgari s nas Moskva e v mir i boj, partija velika vodi našijat pobeden stroj. | Fratelli bulgari uniti insieme a noi è Mosca in pace e in guerra conduce un grande partito il nostro vittorioso regime. |

### Testo originale
| Cirillico bulgari | Latino bulgaro |
| --- | --- |
| Горда стара планина, До ней север се синей. Слънце Витош позлатява Към Цариград се белей. Припев: 𝄆 Мила Родино, Ти си земен рай. Твойта хубост, твойта прелест, Ах, те нямат край. 𝄇 Хайде братя българи, Към Балкана да вървим. Там се готви бой юнашки, За свобода, правдини. Припев Родино мила, теб привет, О, майко теб привет. Теб Българийо чада сме, Ти си наший дом свещен. Припев Ти си наший кът любим, Кът за щастие отреден. Мил си край незабравим, С чудна прелест надарен. Припев Как щедро, майко, е Земята твоя осеяна с брилянти. Сред тях прекрасен свети Балканът горд напет. Припев О, виж го как сияй! Ний благоговеем пред него и пеем: Припев | Gorda Stara Planina, Do nej sever se sinej. Slǎnce Vitoš pozlatjava Kǎm Carigrad se belej. Pripev: 𝄆 Mila Rodino, Ti si zemen raj. Tvojta hubost, tvojta prelest, Ah, te njamat kraj. 𝄇 Hajde bratja bǎlgari, Kǎm Balkana da vǎrvim. Tam se gotvi boj junaški, Za svoboda, pravdini. Pripev Rodino mila, teb privet, O, majko teb privet. Teb Bǎlgarijo čada sme, Ti si našij dom svešten. Pripev Ti si našij kǎt ljubim, Kǎt za štastie otreden. Mil si kraj nezabravim, S čudna prelest nadaren. Pripev Kak štedro, majko, e Zemjata tvoja osejana s briljanti. Sred tjah prekrasen sveti Balkanǎt gord napet. Pripev O, viž go kak sijaj! Nij blagogoveem pred nego i peem: Pripev |